# دون براغ
دون براغ (بالإنجليزية: Don Bragg)‏ هو القافز بالزانة أمريكي، ولد في 15 مايو 1935 في بينس غروف في الولايات المتحدة، وتوفي في 16 فبراير 2019 في شمال كاليفورنيا في الولايات المتحدة بسبب مرض.

## وصلات خارجية
- دون براغ على موقع الاتحاد الأمريكي لسباقات المضمار والميدان، قاعة المشاهير (الإنجليزية)
- دون براغ على موقع اللجنة الأولمبية الدولية (الإنجليزية)
- دون براغ على موقع أوليمبيديا (الإنجليزية)
- دون براغ على موقع الموسوعة البريطانية (الإنجليزية)